# Drongo des Célèbes
Dicrurus montanus
Espèce
Statut de conservation UICN

 LC  : Préoccupation mineure
Le Drongo des Célèbes (Dicrurus montanus) est une espèce de passereaux de la famille des Dicruridae.

## Répartition
Cet oiseau est endémique de Sulawesi.

## Habitat
Il habite les forêts humides tropicales et subtropicales.